# Friedrich Wilhelm Ludwig Kraenzlin
Friedrich Wilhelm Ludwig Kránzlin (1847 -1934) fue un botánico alemán.

## Biografía
En 1891, defendió la tesis de Doctor Philosophiæ por la Universidad de Berlín.
En la historia de los estudios europeos de las especies de orquídeas nativas de Sudáfrica, Fritz Kränzlin aparece después de Heinrich Gustav Reichenbach, describiendo muchas especies nuevas de esa región, y revisando algunos de sus géneros. Su compendio Orchidacearum Genera et Species jamás se terminó, aunque los volúmenes con los géneros Habenaria, Disa, y Disperis se completaron en 1901.
Fue un asociado del Museo de Historia Natural de Londres (BM).

## Algunas publicaciones
- 1897. Orchidacearum genera et species. ASIN B0014JHUH2
- 1907. Scrophulariaceae-Antirrhinoideae-Calceolarieae, etc. Das Pflanzenreich. Hft. 28. ASIN B0014JE4TY
- Pfitzer, Ernst Hugo Heinrich; Kraenzlin, Friedrich Wilhelm Ludwig (1907). Orchidaceae Monandrae - Coelogyninae (PDF). Archivado desde el original el 9 de mayo de 2008. Consultado el 12 de mayo de 2008. «Cortesía del Real Jardín Botánico, España - Biblioteca Digital».
- Pfitzer, Ernst Hugo Heinrich; Kraenzlin, Friedrich Wilhelm Ludwig (1907). Orchidaceae Monandrae - Thelasinae (PDF). Archivado desde el original el 9 de mayo de 2008. Consultado el 12 de mayo de 2008. «Cortesía del Real Jardín Botánico, España - Biblioteca Digital».
- Kraenzlin, Friedrich Wilhelm Ludwig. Das Pflanzenreich. Regni vegetabilis conspectus. Im Auftrage der Preuss. Akademie der Wissenschaften / editó von A. Engler ; [Heft 83] IV. 50. Orchidaceae-Monandrae-Pseudomonopodiales mit 101 Einzelbildern in 5 Figuren / de Fr. Kränzlin. Leipzig : Verlag von Wilhelm Engelmann (Druck von Breitkopf & Härtel in Leipzig).
- 1921. Monographie der Gattungen Masdevallia Ruiz et Pavon, Lothiania Kraenzl., Scaphosepalum Pfitzer, Cryptophoranthus Barb.Rodr., Pseudoctomeria Kraenzl. Repertorium specierum novarum regni vegetabilis. Beihefte. vol. 34 ASIN B0014JHUAO

- 1931. Orchidacearum Sibiriae enumeratio. Repertorium specierum novarum regni vegetabilis. Beihefte. vol. 65. ASIN B0014JLC6C

## Honores

### Eponimia
Especies (25 + 15 + 11 + 2)
- (Orchidaceae) Bilabrella kraenzliniana Kras & Szlach.[3]
- (Orchidaceae) Encyclia kraenzlinii (Bello) Ackerman[4]
- (Orchidaceae) Grandiphyllum kraenzlinianum (Cogn.) Docha Neto[5]
- (Orchidaceae) Grastidium kraenzlinii (L.O.Williams) M.A.Clem. & D.L.Jones[6]
- (Orchidaceae) Ocampoa kraenzliniana Szlach. & Kolan.[7]
- (Orchidaceae) Odontoglossum kranzlinii O'Brien[8]
- (Orchidaceae) Perrierangraecum kranzlinianum (H.Perrier) Szlach., Mytnik & Grochocka[9]
- (Orchidaceae) Pleurothallis kranzliniana Cogn.[10]

- La abreviatura «Kraenzl.» se emplea para indicar a Friedrich Wilhelm Ludwig Kraenzlin como autoridad en la descripción y clasificación científica de los vegetales.[11]